# Margaritifera marrianae
Margaritifera marrianae é uma espécie de bivalve da família Margaritiferidae.
É endémica dos Estados Unidos da América.
Está ameaçada por perda de habitat.